# لاکهید ان‌اف-۱۰۴ای
لاکهید ان‌اف-۱۰۴ای (به انگلیسی: Lockheed NF-104A) یک هواگرد ساختِ کارخانهٔ لاکهید کورپوریشن در کشور ایالات متحده آمریکا است. نخستین استفاده‌کنندهٔ این هواگرد نیروی هوایی ایالات متحده آمریکا بوده‌است. این هواگرد برای نخستین بار در ۹ ژوئیه ۱۹۶۳ میلادی مورد استفاده قرار گرفت.